# Tyrannochelifer cubanus
Tyrannochelifer cubanus är en spindeldjursart som beskrevs av Clarence Clayton Hoff 1964. Tyrannochelifer cubanus ingår i släktet Tyrannochelifer och familjen tvåögonklokrypare. Inga underarter finns listade i Catalogue of Life.